# Mozhga
Huyện Mozhga (tiếng Nga: ? райо́н) là một huyện hành chính tự quản (raion), của Udmurtia, Nga. Huyện có diện tích 30 km², dân số thời điểm ngày 1 tháng 1 năm 2000 là 48800 người. Trung tâm của huyện đóng ở Mozhga.